# Étienne Montagnon
Étienne Montagnon (né en 1702 et mort le 8 septembre 1762 à Lyon) est un peintre et architecte lyonnais. 

## Biographie
Membre de l'Académie royale des beaux-arts de Lyon, il est connu en tant que peintre et architecte ordinaire du chapitre de la primatiale Saint-Jean, à compter du 12 mai 1725. Parfois présenté comme "mathématicien" et "ingénieur pour les instrumens (sic) de mathématique", il s'intéresse aussi à l'hydraulique.
L'architecte Jean-Antoine Morand, qui fait ses débuts dans son atelier dans les années 1740, fait partie de ses proches. Dans les années 1790, le portrait de Montagnon peint par Charles Grandon figure dans son salon.
À la fin de sa vie, Montagnon réside place Saint-Michel d'Ainay. L'inventaire après-décès de ses biens est conservé.

### Fêtes et cérémonies publiques
La spécialité de Montagnon est la décoration de fêtes et de cérémonies publiques, caractérisée par des illuminations, des architectures éphémères et des peintures en trompe-l'œil... 
De 1725 à 1758, Montagnon donne les décorations des spectacles pyrotechniques  "que messieurs les chanoines comtes de Lyon [c'est-à-dire le Chapitre de Saint-Jean] font dresser chaque année sur la place devant leur cathédrale, la veille de [la fête de] saint Jean-Baptiste" et autres occasions, comme leur quatrième jubilé (1734) ou la guérison de Louis XV en 1744. Ces projets font l'objet d'un recueil manuscrit conservé à la Bibliothèque municipale de Lyon et, dans certains cas, de brochures imprimées,.  
En 1744, Montagnon régit aussi la fête organisée par le comte Gilbert de Seyssel en l'honneur de la guérison de Louis XV, dans le défilé de Pierre-Châtel, entre La Balme et Yenne. À cette occasion, il convertit le fort-Cellier de Virignin, ouvrage défensif du XVIe siècle, en pavillon de fête. La façade peinte se voit encore aujourd'hui.